# Rheinübergang von 406
Der Rheinübergang von 406 war der Übergang mehrerer großer, vorwiegend germanischer Kriegergruppen über den Rhein und ihr damit verbundenes Eindringen in die Westhälfte des Römischen Reiches zum Jahreswechsel 406/07.
Der zeitweilige Zusammenbruch der römischen Rheinverteidigung ermöglichte es gemeinsam mit Bürgerkriegswirren im Imperium mehreren germanischen Kriegerverbänden, sich für einige Zeit in Hispanien festzusetzen, was mit zum Prozess der Auflösung des weströmischen Reiches beitrug. Die bei dieser Gelegenheit in das Reich gelangten Vandalen sollten schließlich von Hispanien aus Africa erreichen und diese Provinz erobern. Das Königreich der Sueben im Norden Hispaniens hatte bis ins 6. Jahrhundert Bestand, während die an den Rhein vorgestoßenen Burgunden, nach einer Niederlage gegen den römischen Heermeister Flavius Aëtius (436), in der zweiten Hälfte des 5. Jahrhunderts eine eigene Reichsbildung in Gallien betrieben.

## Ausgangslage
Das Jahr 406 war für das Weströmische Reich ein Krisenjahr. Bereits 405 war der Gote Radagaisus mit einem großen Heer in Italien eingefallen und konnte vom Heermeister Stilicho nur mit Unterstützung hunnischer, vandalischer und alanischer Söldner im August 406 in der Schlacht bei Faesulae in Etrurien gestoppt werden.
Ebenfalls im Jahr 406 kam es dann in Britannien, das der Kirchenvater Hieronymus als „eine an Tyrannen (Usurpatoren) fruchtbare Provinz“ beschrieb, zu einer Reihe von Usurpationen. Nach dem spätantiken Geschichtsschreiber Olympiodoros von Theben, der ein umfassendes Geschichtswerk über diese Zeit verfasste, das aber nur fragmentarisch erhalten ist, erhoben die Truppen in Britannien zunächst einen Soldaten namens Marcus zum Augustus. Dieser wurde nach einiger Zeit jedoch beseitigt. Stattdessen wurde der Zivilbeamte Gratian zum Kaiser proklamiert, nach vier Monaten aber ebenfalls ermordet. Schließlich erhoben die britannischen Truppen wohl im Herbst 406 einen zuvor nicht näher bekannten Soldaten namens Constantinus als Konstantin III. zum Kaiser, dessen vielleicht einziger Vorzug sein Name war, hatte doch Konstantin der Große ebenfalls seinen Weg zur Macht in Britannien begonnen und war schließlich siegreich gewesen.
Die Ursache für die britannischen Usurpationen liegt sehr wahrscheinlich nicht nur darin begründet, dass man sich auf der vom weströmischen Hof in Ravenna weit entfernten Insel von der Reichsregierung vernachlässigt sah. Eine Notiz beim Geschichtsschreiber Zosimos (der allerdings nicht immer verlässlich ist) legt vielmehr nahe, dass die Ursache dafür auf dem Kontinent zu suchen ist, wo die Bewegungen barbarischer gentes im Grenzraum vermutlich auch für Unruhe in Britannien gesorgt hatten (zu Details siehe Völkerwanderung). Nach Zosimos wollten die britannischen Truppen jedenfalls zum Schutz des Imperiums in Gallien aktiv werden. Dass der britannische Usurpator Konstantin III. schließlich im Jahr 407 (oder bereits 406) mit seinem Feldheer von der Insel nach Gallien übersetzte, bietet dafür eine gewisse Bestätigung. Zosimos berichtet, dass die meisten Städte Galliens von Honorius abfielen und zu Konstantin überliefen.

## Der Rheinübergang 406/07

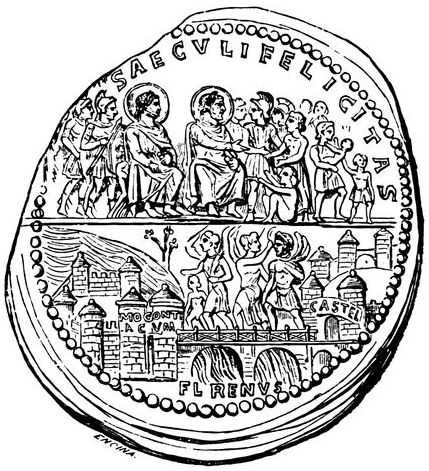
Lyoner Bleimedaillon mit der stilisierten Darstellung von Moguntiacum, Rheinbrücke und Castellum

Wohl zum Jahreswechsel 406/07 überschritten dann größere barbarische Kriegergruppen den Rhein und drangen nach Gallien vor. Hieronymus erwähnt in einem Brief mehrere beteiligte gentes, darunter die Vandalen (unterteilt in die Teilstämme der Hasdingen und Silingen), die Sueben und die iranischen Alanen. Der Rheinübergang wird auch in anderen spätantiken Quellen erwähnt, doch sind zahlreiche Einzelheiten aufgrund der spärlichen Quellenlage umstritten. Über die genauen Hintergründe für das Aufbrechen des polyethnischen Verbandes schweigen die Quellen ebenso, wie auch der genaue Ort, Zeitpunkt und Dauer des Rheinübergangs strittig sind. Es ist möglich, dass die verschiedenen Gruppen die damalige Schwäche der römischen Rheinverteidigung ausnutzten – waren doch mehrere Verbände aufgrund der Auseinandersetzung mit den Westgoten unter Alarich 402 und später aufgrund der Kämpfe gegen Radagaisus abgezogen worden – und auf der Suche nach besseren Lebensbedingungen nach Gallien aufbrachen. Ebenso kann jedoch eine Flucht vor den Hunnen nicht ausgeschlossen werden.
Fraglich ist auch, wie groß diese Gruppen waren und wo genau sie übersetzten. In der modernen Forschung wird oft ein Rheinübergang bei Mogontiacum angenommen, doch muss dies letztlich offenbleiben. Sehr wahrscheinlich erfolgte der Übergang aber zwischen den heutigen Städten Mainz (Mogontiacum) und Worms (Borbetomagus), weil diese als erste von den Eindringlingen angegriffen wurden. Sollte die Rheinbrücke bei Mogontiacum noch intakt gewesen sein, käme sie als möglicher Überquerungspunkt in Frage. Bisweilen wird in einigen modernen Darstellungen spekuliert, die Barbaren hätten den zugefrorenen Rhein überquert, doch ist davon in den Quellen nicht die Rede. Ebenso ist es unwahrscheinlich, dass größere Verbände den Übergang in nur einer Nacht hätten schaffen können, wie öfter aus der Notiz des Prosper Tiro von Aquitanien abgeleitet wird, der, obwohl andere Quellen kaum Details berichten, als Datum des Rheinübergangs den 31. Dezember 406 angibt:
„CCCLXXIX. Arcadio VI et Probo. Wandali et Halani Gallias traiecto Rheno ingressi II k. Ian.“
„Als Arcadius zum sechsten Mal (d. h. 406) und Probus Konsuln waren, fielen Vandalen und Alanen nach der Überquerung des Rheins in Gallien ein, einen Tag vor den Kalenden des Januar.“
Somit wird der 31. Dezember eher den Beginn des Rheinübergangs bezeichnen, wobei sich die Gruppen anschließend aufteilten.
Einige Quellen (darunter zuerst Orosius) geben an, die germanischen Verbände seien nicht auf eigene Initiative in Gallien einmarschiert, sondern seien von Stilicho angeheuert worden. Da die entsprechende Passage die Ereignisse klar verzerrt, wird dieses Zeugnis aber von vielen Historikern als Verleumdung angesehen.
Den wenigen an der Rheingrenze verbliebenen Truppen war es jedenfalls nicht möglich, den Angreifern effektiv Widerstand zu leisten. Allerdings scheint der Rheinübergang nicht den vollständigen Zusammenbruch der Grenzverteidigung zur Folge gehabt zu haben, denn der Mainzer Dukat (Militärdistrikt) ist anschließend wieder eingerichtet worden. Jedenfalls lag Gallien den Kriegern offen, die zahlreiche Städte angriffen und plünderten. Über die nachfolgenden Züge der verschiedenen Gruppen sind wir nur bruchstückhaft informiert. Es ist nicht einmal gesichert, dass die verschiedenen Orte, die Hieronymus angibt, wirklich allesamt erobert wurden. Schließlich befand sich Hieronymus damals im fernen Betlehem und erfuhr eher aus zweiter Hand von den Vorgängen. Die Barbaren zogen nach der Überquerung des Rheins jedenfalls zunächst nach Nordwesten, anschließend nach Süden und Südwesten.
Der Rheinübergang von 406/7 war für das Imperium nach Ansicht vieler Historiker überaus folgenreich. Im Grunde handelte es sich um den einzigen erfolgreichen Einbruch germanischer Kriegerverbände in das Westreich während des 5. Jahrhunderts (der Versuch des Radagaisus war 406 abgewehrt worden, und die Römer hatten die Westgoten 375 selbst ins Reich geholt). Die 406/7 ins Imperium gelangten Gruppen spielten in den folgenden Jahrzehnten immer wieder eine wichtige Rolle, denn die Römer waren nicht in der Lage, die nun in das Reich gelangten Kriegerverbände dauerhaft unter Kontrolle zu halten: Die Vandalen drangen 409 im Rahmen weiterer innerrömischer Konflikte in Hispanien ein, setzten 429 nach Nordafrika über und entrissen der weströmischen Regierung die Kontrolle über ihre reichste Provinz.
Die an den Rhein vorgestoßenen Burgunden und Alanen betätigten sich als Kaisermacher und erhoben mit Jovinus einen vornehmen Gallo-Romanen zum Kaiser, der weitgehend von ihnen abhängig war. Ab 443 betrieben die Burgunden, wie vor ihnen schon die Vandalen, erfolgreich eine eigene Reichsbildung – ebenso wie die Sueben in Hispanien. Die 418 in Aquitanien angesiedelten Westgoten, von denen sich die weströmische Regierung eine stabilisierende Wirkung erhoffte, brachen 468 das foedus und expandierten auf Kosten des Imperiums. In der Konsequenz waren die Barbareneinfälle im Jahr 407 wohl derart verheerend, dass Olympiodoros von Theben sein Geschichtswerk vielleicht auch deshalb in diesem Jahr beginnen ließ.

## Neudatierung durch Kulikowski
Es wurde bereits erwähnt, dass das britannische Feldheer unter dem Usurpator Konstantin III. im Jahr 407 intervenierte und nach Gallien übersetzte. Die ebenfalls bereits angesprochene Notiz des Zosimos legt nun die Vermutung nahe, dass in Britannien bereits zum Zeitpunkt der Erhebung des Usurpators Marcus etwas über die Völkerverschiebungen im gallischen Grenzraum bekannt war. Dafür spricht, dass der spätantike Geschichtsschreiber Renatus Profuturus Frigeridus von Zusammenstößen barbarischer Gruppen im Vorfeld des Rheinübergangs berichtet. Demnach haben kurz vor dem Rheinübergang Franken (wohl als römische Föderaten) gegen Vandalen gekämpft. Deren König Godigisel fiel im Kampf, und die Vandalen seien nur durch das Eingreifen einer Truppe Alanen unter Respendial gerettet worden.
Der amerikanische Historiker Michael Kulikowski griff vor einigen Jahren einen bereits 1922 von Norman H. Baynes vertretenen Forschungsansatz auf, wonach der Rheinübergang nicht auf den Jahreswechsel 406/07, sondern auf 405/06 zu datieren sei. Kulikowski kam zu diesem Ergebnis durch eine Neulesung der Quellen, vor allem Prospers, der als einziger ein genaues Datum nennt. Nach Meinung Kulikowskis würde es besser zum Stil Prospers passen, wenn nicht der 31. Dezember 406, sondern der 31. Dezember 405 gemeint wäre.
Auch von anderer Seite wurde die These Kulikowskis aufgenommen, würde sich damit doch auch ein homogeneres Gesamtbild bezüglich der Notiz des Zosimos ergeben. Die Usurpationen in Britannien würden zusätzlich an Plausibilität gewinnen, da (folgt man Kulikowskis Ansatz) dort bereits 406 der Rheinübergang bekannt war und die britannischen Truppen zur Verteidigung Galliens eingreifen wollten.
Allerdings sprechen auch einige Gründe gegen diese These, da Kulikowski keine befriedigende Antwort auf die Frage liefert, warum der weströmische Heermeister Stilicho, der die Geschicke des Westreichs bis 408 faktisch allein lenkte, nach dem Sieg über Radagaisus nicht den Eindringlingen in Gallien entgegentrat. Dieser Umstand würde eher dafür sprechen, dass im Sommer 406 noch keine barbarischen Gruppen in Gallien eingefallen waren.
Die Argumentation Anthony R. Birleys, der sich gegen die Neudatierung aussprach, hat auch Kulikowski selbst dazu veranlasst, seinen Ansatz zu hinterfragen.